# Валсхаузен
Валсхаузен (њем. Walshausen) општина је у њемачкој савезној држави Рајна-Палатинат. Једно је од 84 општинска средишта округа Југозападни Палатинат. Према процјени из 2010. у општини је живјело 346 становника. Посједује регионалну шифру (AGS) 7340226.

## Географски и демографски подаци
Валсхаузен се налази у савезној држави Рајна-Палатинат у округу Југозападни Палатинат. Општина се налази на надморској висини од 260 метара. Површина општине износи 4,6 km². У самом мјесту је, према процјени из 2010. године, живјело 346 становника. Просјечна густина становништва износи 75 становника/km².